# Ian Hunter (Musiker)

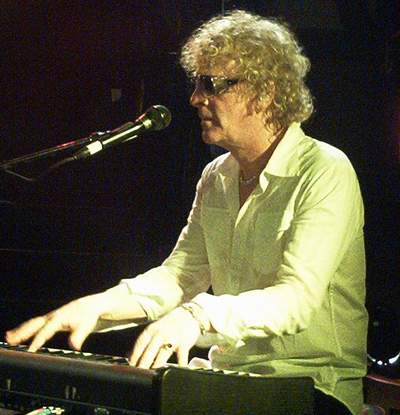
Ian Hunter

Ian Hunter (* 3. Juni 1939 als Ian Hunter Patterson in Oswestry, Shropshire, England) war von 1969 bis zu deren Auflösung 1974 Leadsänger der Band Mott the Hoople. Seitdem arbeitet er als Solokünstler.

## Frühe Jahre
Ian Hunter begann seine musikalische Karriere als Bassist. Er spielte mit Colen York und Colin Broome in einer Skiffleband namens The Apex, bevor er 1963 seine erste eigene Band namens Hurricane Henry and the Shriekers gründete.
1966 zog Hunter nach London, wo er der Band The Scenery beitrat. Aber bereits Anfang 1968 gründete er im Zuge eines kurzfristigen Rock-and-Roll-Revivals die Formation At Last The 1958 Rock And Roll Show.
Nachdem der Rock and Roll-Hype wieder abnahm, änderte Hunter seinen Namen in Charlie Woolfe und veröffentlichte seine vorerst letzte Single Dance, Dance, Dance. Danach spielte Hunter sporadisch in vielen bekannten Bands der 1960er Jahre, u. a. bei den Yardbirds, Billy Fury, Freddie Fingers Lee, The Young Idea oder David McWilliams. Er arbeitete auch als Journalist und fest angestellter Songwriter für die Plattenfirma Francis, Day & Hunter (wobei dieser Hunter weder verwandt noch verschwägert mit ihm war). Daneben schrieb er u. a. Reportagen für eine lokale Tageszeitung.

## Die Jahre von Mott the Hoople
1969 hoffte Ian Hunter, der mittlerweile verheiratet war und zwei Kinder hatte, nach wie vor auf eine Rückkehr als Vollzeit-Musiker. Er bewarb sich bei der Band Silence, bekam ein Engagement. Die Band benannte sich nach dem Roman von Willard Manus Mott The Hoople. Hunter begann, stets Sonnenbrillen zu tragen, was zusammen mit seiner lockigen Haarmähne zum Markenzeichen wurde. Dank der vorzüglichen Musiker galt Mott the Hoople als exzellenter Livegig, hatte aber keinen kommerziellen Erfolg und gab nach einem Konzert in der Schweiz 1972 die Auflösung bekannt.
David Bowie, ein langjähriger Fan der Band, bot ihnen darauf ein neu geschriebenes Lied an. Hunter sagte in einem Interview von 2004, Bowie „wollte uns ‚Suffragette City‘ geben, und ich dachte, das wäre nicht gut genug. Und dann setzte David sich im Büro eines Musikverlegers auf den Fußboden und spielte auf einer akustischen Gitarre ‚All The Young Dudes…‘“. Damit erreichte Mott the Hoople in Großbritannien Platz 3 der Single-Charts; die Band blieb bestehen.
Mott the Hoople hatte beträchtlichen kommerziellen Erfolg mit den Alben All the Young Dudes (1972, produziert von Bowie); Mott (1973) und The Hoople (1974). 1973 verließ der Gitarrist Mick Ralphs die Band, um Bad Company zu gründen. Hunter begann, Gitarre zu spielen, bevor Luther Grosvenor dies übernahm.
Später wurde Grosvenor, auch bekannt als Ariel Bender, für die Aufnahme eines Livealbums kurzzeitig von Mick Ronson ersetzt. Ian Hunter verließ die Band im Dezember 1974. Die verbliebenen Mitglieder machten weiter mit anderen Sängern, zunächst für zwei Alben unter dem Namen Mott und ab 1979 als British Lions.

## Solokarriere mit der Ian Hunter Band
Im März 1975 spielte Ian Hunter mit Mick Ronson, einem ehemaligen Mitglied von David Bowies Begleitband The Spiders From Mars, der kurz vor der Bandauflösung auch bei Mott the Hoople gespielt hatte.
Hunters erste Solosingle Once Bitten Twice Shy erreichte in UK die Top 40. Sein bestverkauftes Album wurde You’re Never Alone With A Schizophrenic, das den Hit Cleveland Rocks enthielt. Der Song wurde später gecovert von The Presidents of the United States of America und war die Erkennungsmelodie der Drew Cardey Show. 1979 nahmen Mick Ronson und Mitglieder von Bruce Springsteens E Street Band Cleveland Rocks neu auf.
Die Jahre 1979 und 1980 bildeten einen Höhepunkt in der Karriere der Ian Hunter Band. Von Kritikern und Fans besonders gelobt wurde das Livealbum Welcome to the Club, das die Hits von Mott the Hoople mit neueren Solosongs kombinierte. Trotz eines viel beachteten Rockpalast-Auftritts am 19. April 1980 konnte die Ian Hunter Band feat. Mick Ronson in den 1980er Jahren nicht mehr an die früheren Erfolge anknüpfen.
Während seiner Solokarriere arbeitete Hunter vor allem mit Mick Ronson – bis zu dessen Tod im Jahre 1993 – zusammen, aber er arbeitete auch mit Künstlern wie z. B. Queen, Mick Jones (The Clash), Clarence Clemons, Barry Manilow (für dessen Single Ships im Jahr 1979), Jaco Pastorius, Dennis Elliot (Foreigner) oder David Bowie.
Sein Studioalbum Rant (2001) hatte gute Kritiken und gewann den Songwriter’s Award des Classic Rock Magazins im Oktober 2005.

## Diskografie

### Alben
- Ian Hunter (1975)
- All-American Alien Boy (1976)
- Overnight Angels (1977)
- You’re Never Alone with a Schizophrenic (1979)
- Welcome to the Club (1980)
- Short Back’n’Sides (1981)
- All of the Good Ones Are Taken (1983, produziert von Jim Steinman, mit Eric Troyer und Rory Dodd als Backgroundsänger)
- Yui Orta (1989)
- Dirty Laundry (1995)
- BBC Live in Concert (1995)
- The Artful Dodger (1996)
- Missing in Action (2000)
- Once Bitten Twice Shy (2000)
- Rant (2001)
- Strings Attached (CD und DVD, 2003)
- The Truth, the Whole Truth and Nuthin‘ But the Truth (CD und DVD [„Just Another Night“], 2005)
- Shrunken Heads (2007)
- Man Overboard (2009)
- Live at Rockpalast (CD und DVD, 2011)
- When I’m President (2012)
- Live in the UK (2014)
- Fingers Crossed (2016)
- Gold (2020, mit Mott the Hoople)
- Defiance Part 1 (2023)
- Defiance Part 2 (2024)